# Coppa Italia di pallacanestro maschile 2021
La Coppa Italia di pallacanestro maschile 2021, denominata per sponsorizzazioni Frecciarossa Final Eight 2021, si è disputata dall'11 al 14 febbraio 2021 al Mediolanum Forum di Assago.
Il torneo è stato vinto dall'Olimpia Milano, al settimo successo nella competizione. La squadra milanese ha battuto in finale la Victoria Libertas Pallacanestro Pesaro per 87-59.
Ettore Messina vince per l'ottava volta il trofeo, diventando l'allenatore più vincente della competizione.

## Squadre
Le squadre qualificate sono le prime otto classificate al termine del girone di andata (10 gennaio 2021) della Serie A 2020-2021.
1. Olimpia Milano
2. N.B. Brindisi
3. Dinamo Sassari
4. Virtus Bologna

1. Reyer Venezia
2. V.L. Pesaro
3. Pall. Trieste
4. Pall. Reggiana

## Tabellone
|  | Quarti di finale 11 e 12 febbraio | Quarti di finale 11 e 12 febbraio | Quarti di finale 11 e 12 febbraio |             |                | Semifinali 13 febbraio | Semifinali 13 febbraio | Semifinali 13 febbraio |  |  | Finale 14 febbraio | Finale 14 febbraio | Finale 14 febbraio |
|  |                                   |                                   |                                   |             |                |                        |                        |                        |  |  |                    |                    |                    |
|  | 1                                 | Olimpia Milano                    | 80                                |             |                |                        |                        |                        |  |  |                    |                    |                    |
|  | 8                                 | Pall. Reggiana                    | 52                                |             |                |                        |                        |                        |  |  |                    |                    |                    |
|  | 8                                 | Pall. Reggiana                    | 52                                |             | 1              | Olimpia Milano         | 96                     |                        |  |  |                    |                    |                    |
|  |                                   |                                   |                                   |             | 1              | Olimpia Milano         | 96                     |                        |  |  |                    |                    |                    |
|  |                                   | 5                                 | Reyer Venezia                     | 65          |                |                        |                        |                        |  |  |                    |                    |                    |
|  | 4                                 | 5                                 | Reyer Venezia                     | 65          | Virtus Bologna | 82                     |                        |                        |  |  |                    |                    |                    |
|  | 4                                 |                                   |                                   |             | Virtus Bologna | 82                     |                        |                        |  |  |                    |                    |                    |
|  | 5                                 | Reyer Venezia                     | 89                                |             |                |                        |                        |                        |  |  |                    |                    |                    |
|  |                                   |                                   |                                   |             |                |                        |                        |                        |  |  | 1                  | Olimpia Milano     | 87                 |
|  |                                   |                                   | 6                                 | V.L. Pesaro | 59             |                        |                        |                        |  |  |                    |                    |                    |
|  | 3                                 | Dinamo Sassari                    | 110                               |             |                |                        |                        |                        |  |  |                    |                    |                    |
|  | 6                                 | V.L. Pesaro                       | 115                               |             |                |                        |                        |                        |  |  |                    |                    |                    |
|  | 6                                 | V.L. Pesaro                       | 115                               |             | 6              | V.L. Pesaro            | 74                     |                        |  |  |                    |                    |                    |
|  |                                   |                                   |                                   |             | 6              | V.L. Pesaro            | 74                     |                        |  |  |                    |                    |                    |
|  |                                   | 2                                 | N.B. Brindisi                     | 69          |                |                        |                        |                        |  |  |                    |                    |                    |
|  | 2                                 | 2                                 | N.B. Brindisi                     | 69          | N.B. Brindisi  | 93                     |                        |                        |  |  |                    |                    |                    |
|  | 2                                 |                                   |                                   |             | N.B. Brindisi  | 93                     |                        |                        |  |  |                    |                    |                    |
|  | 7                                 | Pall. Trieste                     | 81                                |             |                |                        |                        |                        |  |  |                    |                    |                    |

### Tabellini

#### Quarti di finale
| Arbitri: | Begnis (Crema) Bartoli (Trieste) Paglialunga (Massafra) |

|                                           |            |                                           |
| Punter, LeDay 15 Wojciechowski 10 Hines 8 | Punti      | 13 Baldi Rossi 9 Koponen 8 Diouf, Kyzlink |
| Rodríguez 9                               | Assist     | 5 Baldi Rossi                             |
| Shields 9                                 | Rimbalzi   | 9 Diouf                                   |
| Ettore Messina                            | Allenatori | Antimo Martino                            |

| Arbitri: | Sahin (Messina) Lo Guzzo (Catanzaro) Giovannetti (Papigno) |

|                                       |            |                            |
| Teodosić 15 Hunter, Weems 14 Ricci 11 | Punti      | 23 Bramos 22 Tonut 12 Watt |
| Teodosić 6                            | Assist     | 5 De Nicolao               |
| 7 Hunter                              | Rimbalzi   | Bramos 13                  |
| Aleksandar Đorđević                   | Allenatori | Walter De Raffaele         |

| Arbitri: | Paternicò (Piazza Armerina) Attard (Priolo Gargallo) Borgioni (Roma) |

|                                                |            |                                   |
| Gaspardo 17 Bell 14 Perkins, Udom, Visconti 12 | Punti      | 16 Doyle 15 Henry 12 Delía, Upson |
| Thompson 9                                     | Assist     | 10 Doyle                          |
| Udom 9                                         | Rimbalzi   | 8 Delía                           |
| Francesco Vitucci                              | Allenatori | Eugenio Dalmasson                 |

| Arbitri: | Rossi (Anghiari) Baldini (Firenze) Borgo (Grumolo delle Abbadesse) |

|                                |            |                                    |
| Bendžius 22 Spissu 20 Bilan 19 | Punti      | 27 J. Robinson 23 Drell 19 Delfino |
| Spissu 9                       | Assist     | 6 J. Robinson                      |
| Spissu 10                      | Rimbalzi   | 13 Filipovity                      |
| Gianmarco Pozzecco             | Allenatori | Jasmin Repeša                      |

#### Semifinali
| Arbitri: | Lanzarini (Bologna) Mazzoni (Grosseto) Vicino (Bologna) |

|                                |            |                                       |
| Rodríguez 22 LeDay 16 Hines 14 | Punti      | 18 Watt 14 Tonut 7 Bramos, De Nicolao |
| Rodríguez 9                    | Assist     | 5 De Nicolao                          |
| Hines 10                       | Rimbalzi   | 6 Watt                                |
| Ettore Messina                 | Allenatori | Walter De Raffaele                    |

| Arbitri: | Paternicò (Piazza Armerina) Martolini (Roma) Bongiorni (Roma) |

|                               |            |                                             |
| Thompson 19 Perkins 16 Udom 9 | Punti      | 23 J. Robinson 10 Delfino, Zanotti 8 Filloy |
| Thompson 7                    | Assist     | 4 J. Robinson                               |
| Udom, Willis 7                | Rimbalzi   | 14 Cain                                     |
| Francesco Vitucci             | Allenatori | Jasmin Repeša                               |

#### Finale
| Arbitri: | Sahin (Messina) Begnis (Crema) Giovannetti (Papigno) |

|                                       |            |                                                |
| Datome 15 LeDay, Punter 13 Delaney 10 | Punti      | 15 Cain 12 Drell, Filipovity 5 Delfino, Filloy |
| Rodríguez 8                           | Assist     | 4 J. Robinson                                  |
| Hines 7                               | Rimbalzi   | 12 Cain                                        |
| Ettore Messina                        | Allenatori | Jasmin Repeša                                  |

| Quintetto titolare | Quintetto titolare | Quintetto titolare  | Pt | Rim | Ass |
| ------------------ | ------------------ | ------------------- | -- | --- | --- |
| P                  | 23                 | Malcolm Delaney     | 10 | 3   | 2   |
| G                  | 0                  | Kevin Punter        | 13 | 3   | 2   |
| AP                 | 31                 | Shavon Shields      | 9  | 4   | 4   |
| AG                 | 2                  | Zach LeDay          | 13 | 2   | 0   |
| C                  | 42                 | Kyle Hines          | 5  | 7   | 1   |
| Panchina:          |                    |                     |    |     |     |
| PG                 | 3                  | Davide Moretti      | 5  | 1   | 0   |
| G                  | 9                  | Riccardo Moraschini | 7  | 4   | 2   |
| P                  | 13                 | Sergio Rodríguez    | 1  | 1   | 8   |
| C                  | 19                 | Paul Biligha        | 7  | 1   | 1   |
| P                  | 20                 | Andrea Cinciarini   | 2  | 1   | 0   |
| AG                 | 70                 | Luigi Datome        | 15 | 5   | 2   |
| C                  | 81                 | Jakub Wojciechowski | 0  | 0   | 0   |
| Allenatore:        |                    |                     |    |     |     |
| Ettore Messina     |                    |                     |    |     |     |

| AX Armani Exchange Milano |  | Carpegna Prosciutto Pesaro |

| Milano        | Statistics         | Pesaro        |
| ------------- | ------------------ | ------------- |
|               | Statistics         |               |
| 22/38 (57.9%) | Tiro da 2          | 19/38 (50.0%) |
| 10/22 (45.5%) | Tiro da 3          | 5/25 (20.0%)  |
| 13/15 (86.7%) | Tiri liberi        | 6/11 (54.5%)  |
| 8             | Rimbalzi offensivi | 12            |
| 30            | Rimbalzi difensivi | 22            |
| 38            | Rimbalzi totali    | 34            |
| 22            | Assist             | 16            |
| 12            | Palle perse        | 14            |
| 9             | Palle rubate       | 4             |
| 1             | Stoppate           | 1             |
| 15            | Falli              | 16            |

| Vincitrice Coppa Italia 2021 |
| ---------------------------- |
| Olimpia Milano 7º titolo     |

| Quintetto titolare | Quintetto titolare | Quintetto titolare | Pt   | Rim  | Ass  |
| ------------------ | ------------------ | ------------------ | ---- | ---- | ---- |
| P                  | 12                 | Justin Robinson    | 4    | 2    | 4    |
| G                  | 5                  | Ariel Filloy       | 5    | 2    | 2    |
| AP                 | 3                  | Henri Drell        | 12   | 4    | 0    |
| AG                 | 35                 | Márkó Filipovity   | 12   | 5    | 0    |
| C                  | 8                  | Tyler Cain         | 15   | 12   | 1    |
| Panchina:          |                    |                    |      |      |      |
| PG                 | 15                 | Matteo Tambone     | 4    | 1    | 3    |
| A                  | 18                 | Edin Mujaković     | n.e. | n.e. | n.e. |
| PG                 | 22                 | Gerald Robinson    | 0    | 1    | 3    |
| C                  | 24                 | Beniamino Basso    | n.e. | n.e. | n.e. |
| AG                 | 33                 | Michele Serpilli   | 0    | 0    | 0    |
| C                  | 41                 | Simone Zanotti     | 2    | 0    | 0    |
| AP                 | 82                 | Carlos Delfino     | 5    | 2    | 3    |
| Allenatore:        |                    |                    |      |      |      |
| Jasmin Repeša      |                    |                    |      |      |      |

## Premi individuali
| Premio                | Giocatore        | Squadra        |
| --------------------- | ---------------- | -------------- |
| MVP                   | Luigi Datome     | Olimpia Milano |
| Best offensive player | Henri Drell      | V.L. Pesaro    |
| Miglior tiratore      | Luigi Datome     | Olimpia Milano |
| Miglior assist man    | Sergio Rodríguez | Olimpia Milano |
| Miglior rimbalzista   | Tyler Cain       | V.L. Pesaro    |
| Miglior difensore     | Kyle Hines       | Olimpia Milano |
| Miglior italiano      | Luigi Datome     | Olimpia Milano |

Fonte:  Datome votato MVP della Frecciarossa Final Eight: 'E' bello fare parte di questo gruppo , su web.legabasket.it, Legabasket.it.